# Robert-Mayer-Gymnasium Heilbronn
Das Robert-Mayer-Gymnasium Heilbronn (kurz: RMG) ist ein Gymnasium in Heilbronn in Baden-Württemberg. Die Schule geht auf eine ab 1827 aus dem historischen Karlsgymnasium der Stadt ausgegliederte Realanstalt zurück, die später mit ausgegliederten Zügen des Karlsgymnasiums vereint zur Oberschule erhoben wurde. Die Oberschule wurde 1938 nach dem in Heilbronn geborenen Physiker und Arzt Robert Mayer benannt. 1956 wurde schließlich aus der Oberschule das Gymnasium.
Das 1887 bis 1914 in mehreren Bauabschnitten errichtete Schulhaus gilt als bedeutendster Schulbau des Historismus in Heilbronn. Seit 1914 ist auf dem Dach der Schule eine Sternwarte, die heutige Robert-Mayer-Volks- und Schulsternwarte Heilbronn, eingerichtet.

## Geschichte

### Ausgliederung einer Realanstalt aus dem Heilbronner Karlsgymnasium
Am Heilbronner Karlsgymnasium entstand ab 1827 eine königliche Realanstalt, deren Notwendigkeit man insbesondere mit der einsetzenden Industrialisierung und einem damit einhergehenden Bildungsbedürfnis des Mittelstands begründete. 1837 wurde am Karlsgymnasium eine Oberrealklasse mit zwei Jahrgangskursen eingerichtet. Die Schülerzahl in den Realklassen verdreifachte sich annähernd zwischen 1848 und 1870 und zog schließlich mit der Schülerzahl des Gymnasiums gleich. Ab 1869 wurde die Realschule in das ehemalige Pensionat neben der Nikolaikirche ausgesiedelt. Der Rektor des Gymnasiums war auch Rektor der Realanstalt, bis diese 1873 vollständig vom Gymnasium getrennt wurde. Erster Rektor der Realanstalt bis 1878 war Johann Georg Kehrer (* 26. Oktober 1810 in Reutlingen; † 16. Januar 1888 in Stuttgart), der neben seiner Lehrtätigkeit auch zu botanischen und geologischen Themen publizierte. Bereits zu Kehrers Zeit als Rektor gab es Forderungen nach einem zweckmäßigen eigenen Schulgebäude, doch mit einem solchen kamen zunächst 1880 das Karlsgymnasium und 1886 die Höhere Mädchenschule (das spätere Elly-Heuss-Knapp-Gymnasium Heilbronn) zum Zuge.

### Bezug eines eigenen Hauses 1889

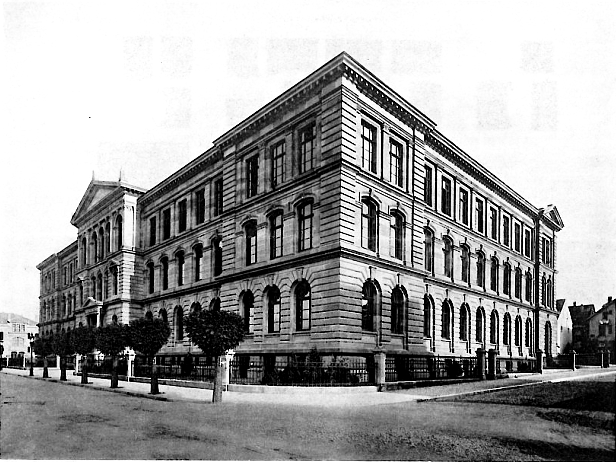
Das Gebäude um 1890.

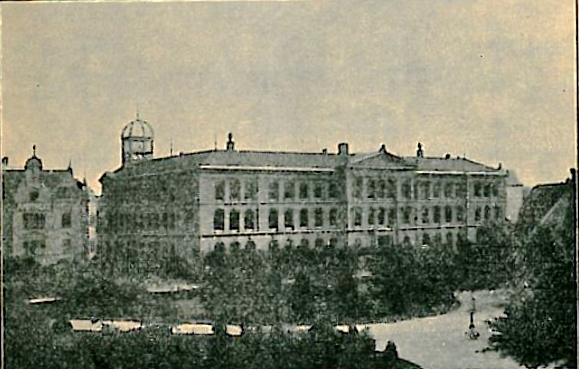
Das Gebäude um 1910.

Am 21. Januar 1887 beschloss der Stiftungsrat den Neubau eines gemeinsamen Schulgebäudes an der Jägerstraße (heute: Bismarckstraße) für die Realschule und die zuvor auf mehrere Gebäude verteilte gewerbliche Fortbildungsschule, die als städtische Zeichen- und Modellierschule seit 1846 insbesondere die von der Heilbronner Industrie geforderten Kenntnisse in künstlerischem Zeichnen vermittelte. Nach einer Ausschreibung gingen 20 Pläne ein, von denen sich jedoch keiner zur Ausführung eignete, so dass die Planungen dem Stadtbauamt unter Stadtbaumeister Gustav Wenzel (1839–1923) übertragen wurden, dessen Entwurf am 10. Juni 1887 genehmigt und mit dem ersten Spatenstich am 20. August 1887 begonnen wurde.
Das Schulgebäude wurde als dreistöckiger Mittelbau mit einer 68 Meter breiten Hauptfassade nach Norden zur Jägerstraße bzw. zum gegenüberliegenden Kaiser-Wilhelm-Platz (heute: Friedensplatz) angelegt. Die beiden 38,5 Meter langen Seitenflügel erstreckten sich längs der Mönchseestraße und Keplerstraße (damals noch eine Privatstraße). Nach Süden bildeten die drei Flügel einen Hof, wobei die die Seitenflügel abschließenden Treppenhäuser sowie das Treppenhaus des Mittelbaus mit einem überdeckten Gang verbunden waren, der nach Süden zu einem Toilettenhaus fortgeführt wurde. Die Planungen sahen Möglichkeiten zur Verlängerung der Seitenflügel und einen abschließenden südlichen Querbau vor. Die Realschule war in der östlichen Hälfte des Gebäudes untergebracht, die Heilbronner Gewerbeschule in der westlichen. Baumeister Wenzel bezeichnete den im Sockelbereich aus rötlichem, an den Wänden aus gelblichem Sandstein ausgeführten Bau als „einfach, aber in stilgemäßen, dem Zweck des Gebäudes entsprechenden Formen und wohlabgewogenen Verhältnissen“. Die Baukosten betrugen rund 504.814 Mark.
Im Souterrain gab es sechs Räume für das städtische chemische Laboratorium, zwei Heiz- und zwei Luftkammern, Lager für Brennstoffe, den Karzer, Waschküche und Personalraum sowie zwei Kellerräume. Im Erdgeschoss befanden sich neun Klassenzimmer, ein Sammlungsraum, ein Lehrerzimmer für die Realanstalt, ein Zeichensaal der Gewerbeschule  mit Nebenzimmer, ein Zimmer für den Vorstand der Gewerbeschule sowie die Schuldienerwohnung. Im ersten Stock gab es sechs Klassenzimmer, das Rektoratszimmer mit Vorzimmer, Konventszimmer, Bibliothek, einen Sammlungsraum, ein Lehrerzimmer und ein Lager der Realanstalt, vier Zeichensäle für die Gewerbeschule, zwei Lehrerzimmer der Gewerbeschule und einen Raum zum Reinigen der Reißbretter. Im zweiten Stock waren vier Klassenzimmer, ein naturwissenschaftlicher Hörsaal mit Labor und Nebenzimmer, ein Festsaal, ein Lagerraum für die Realanstalt, vier Zeichensäle der Gewerbeschule mit zwei Lehrerzimmern, ein Raum für Gipsabgüsse und ein Raum zum Reinigen der Reißbretter untergebracht.
Am 16. November 1889 wurde der Neubau von Oberbürgermeister Paul Hegelmaier eingeweiht, am 19. November wurde der regelmäßige Umzug in allen Klassen begonnen. 1901 wurde das Schulgebäude erstmals erweitert.
Die Realschule wurde in den neuen Räumen um eine 9. und 10. Klassenstufe zum Realgymnasium ausgebaut. 1894 absolvierten die ersten vier Abiturienten ihre Abschlussprüfung an der Schule. Bis 1905 wurden insgesamt 102 Reifezeugnisse ausgestellt. Ab 1907 wurde an der Schule israelitischer Religionsunterricht angeboten.
Während im Ersten Weltkrieg zwar eine wesentliche Erweiterung des Gebäudes 1914/15 um den so genannten Mönchseeflügel an der Mönchseestraße mit Sternwarte stattfand, wurde zur selben Zeit die Turnhalle der Schule als Hilfslazarett genutzt. Die 17 Lehrer, die sich bereits im ersten Kriegsjahr im Kriegseinsatz befanden, konnten notdürftig durch Pensionäre und Lehramtskandidaten vertreten werden. Mit Fortschreiten des Ersten Weltkrieges fiel der Unterricht immer häufiger auch wegen Kohlemangel oder Grippe-Epidemien aus. Insgesamt fielen dem Krieg 45 Schüler und vier Lehrer zum Opfer.
Von 1908 bis 1925 war Gottlieb Löffler (1868–1946) als Zeichenlehrer an der Oberrealschule tätig, der zu den Reformern des Zeichenunterrichts an den höheren Schulen Württembergs zählt.
Nach 1921 waren die Schülerzahlen rückläufig, und eine Auflösung der Doppelanstalt aus Realgymnasium und Oberrealschule drohte. 1938 wurden die Schulzüge als Robert-Mayer-Oberschule zusammengefasst, aber als getrennte Züge weitergeführt. Jüdische Schüler, deren Anteil per Reichsgesetz seit 1933 auf 1,5 % beschränkt war, gab es bereits seit 1935 keine mehr.
Im Zweiten Weltkrieg fiel der Unterricht erneut wochenlang wegen Brennstoffmangels aus, und wiedereinberufene Pensionäre mussten die zur Wehrmacht eingezogenen Lehrer ersetzen. Unter den Absolventen der Schule gab es hohe Opferzahlen. Im Januar 1944 wurde verkündet, dass bereits rund 100 Abiturienten der Abschlussjahrgänge 1937 bis 1943 gefallen waren. Im Dezember 1944 wurde das Schulhaus beim Luftangriff auf Heilbronn schwer beschädigt, so dass kein Unterricht mehr möglich war.

### Wiederaufbau nach dem Zweiten Weltkrieg
Im Zweiten Weltkrieg wurde das Schulgebäude weitgehend zerstört, lediglich der Mönchseeflügel blieb erhalten. Unter Beibehaltung erhaltener Fassadenteile konnte das Schulhaus 1949/50 wieder aufgebaut und dabei der Hauptflügel um ein Stockwerk aufgestockt werden. Die Schule wurde als reine Oberschule wiederaufgebaut, die Gewerbeschule kam unterdessen in verschiedenen Provisorien unter, bevor für sie ab 1953 das Technische Schulzentrum Heilbronn in der Paulinenstraße errichtet wurde.
1953 wurde die Schule im Zuge der Umbenennung aller Oberschulen in Gymnasien in Robert-Mayer-Gymnasium umbenannt. 1956 wurde das Justinus-Kerner-Gymnasium, 1975 das Mönchsee-Gymnasium ausgegliedert. 1974 bis 1977 erfolgte eine umfassende Gebäudesanierung.

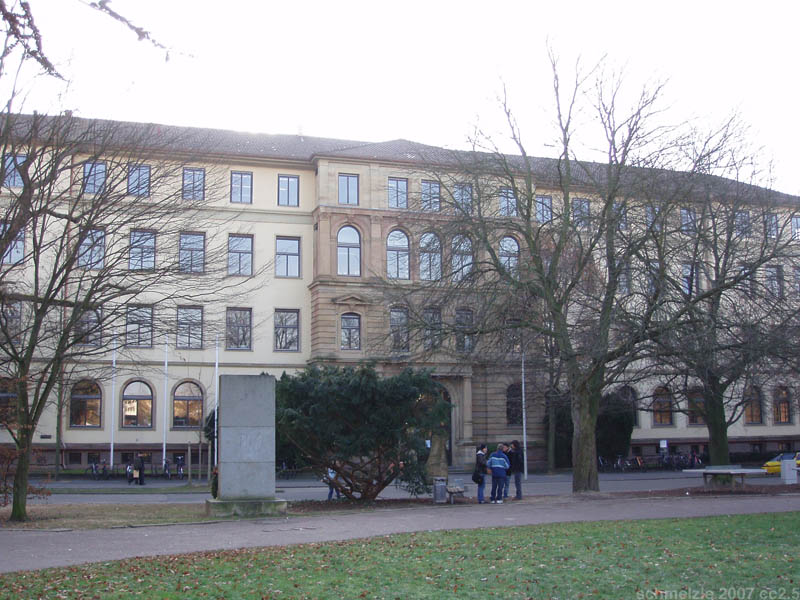
Der Mittelrisalit der Fassade ist alt, während der übrige Teil des Schulgebäudes neu gebaut werden musste.
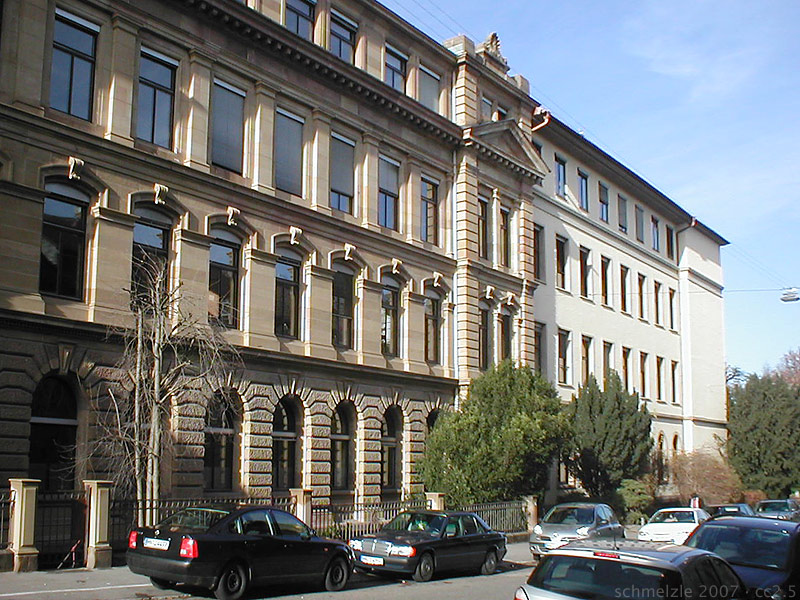
Der alte Mönchsee-Flügel blieb teilweise erhalten.

## Bildungsangebot
Seit dem Schuljahr 1998/99 bietet das RMG den heute gängigen achtjährigen Bildungsgang an. Einzige Fremdsprache in den 5. Klassen ist Englisch, gefolgt von Französisch oder Latein als zweiter Fremdsprache in den 6. Klassen. In der 8. Klasse können die Schüler zwischen einem naturwissenschaftlichen Zug mit dem Fach NWT oder einer dritten Fremdsprache, normalerweise Italienisch, wählen. Schüler mit Latein als zweiter Fremdsprache haben auch die Möglichkeit Französisch zu wählen. In der Oberstufe bietet das RMG Leistungskurse in den Fremdsprachen Englisch, Latein, Französisch und Italienisch, in den Naturwissenschaften Biologie, Physik und Chemie, sowie in den Fächern Geschichte, Bildende Kunst, Musik und Sport. In den beiden letztgenannten Fächern werden des Öfteren Kurse mit anderen Gymnasien gebildet. In der Oberstufe werden, wie an vielen baden-württembergischen Gymnasien, noch weitere Wahlfächer neben den üblichen Schulfächern angeboten, so am RMG Literatur, Psychologie, Philosophie, Astronomie, Darstellende Geometrie und Informatik.

### G8+
Im Schuljahr 2006/07 wurde erstmals der Hochbegabtenzug G8+ angeboten, zu dessen Anmeldung ein Intelligenztest erforderlich ist. Die Schüler beginnen wie im normalen G8 mit Englisch als erster Fremdsprache, in Klasse 6 kommt Latein und in Klasse 7 Französisch als zweite und dritte Fremdsprache hinzu. Die Wahl eines Profilfaches in Klasse 8 entfällt, stattdessen wird in der 8. Klasse eine Stunde mehr Biologie, in der 9. Klasse eine Stunde mehr Physik und in der 10. Klasse eine Stunde mehr Chemie pro Woche unterrichtet. Diese zusätzliche Stunde wird für die Bewältigung weitergehender Aufgaben zu dem jeweiligen Oberthema genutzt. Zudem werden in der Mittelstufe zusätzliche Addita in frei wählbaren Bereichen durchgeführt, so besteht seit dem Schuljahr 2012/2013 eine Kooperation mit der Dualen Hochschule Baden-Württemberg in Heilbronn (DHBW) auf dem Bildungscampus, die es ermöglicht, im Rahmen eines Additums einen Kurs im Bereich der Betriebswirtschaftslehre zu machen. Zudem gibt es ein Kursangebot Chinesisch. In der Oberstufe wird die Trennung der beiden Züge aufgehoben. Weil die Wochenstundenzahl in den Hauptfächern gegenüber dem G8 reduziert ist, ist die Anzahl der Wochenstunden trotz der höheren Fächeranzahl genauso hoch wie im G8.

## Kulturangebote der Schule
Das Robert-Mayer-Gymnasium verfügt über ein großes Schulorchester und drei große Schulchöre, die in regelmäßigen Abständen öffentliche Weihnachtskonzerte und Sommerkonzerte aufführen.
Im Abstand von zwei Jahren finden Großaufführungen statt. 2009 wurde The armed man in der Kilianskirche aufgeführt, 2011 in der Harmonie Heilbronn die Carmina Burana, 2013 die Messa di Gloria von Giacomo Puccini ebenfalls in der Kilianskirche.

### Arbeitsgemeinschaften
Folgende Arbeitsgemeinschaften (AGs) finden am Gymnasium statt (Stand: Schuljahr 2022/2023):
- Aquarien-AG
- „Bewegte Mittagspause“
- Chor-Kids
- Chor-Teens
- DELF AG
- Digitale Helden
- Entspannungs-AG
- Exponimus/Kunst-AG
- Girls’ Digital Camp
- Hausaufgabenbetreuung
- Kunstatelier
- „Mathematik für Nichtmathematiker“
- Mathe & Knobel – AG
- Mkid 6
- Mkid 7
- Orchester
- RMG's got Talents
- Recht – AG
- RobotiX BOB3
- RobotiX NIBObee
- Rom-AG
- Ruder-AG
- Schach-AG
- Schülerzeitung
- Strategie-AG
- Streitschlichter
- Yoga-AG

### Soziale Arbeitsgemeinschaften und Aktionen
- Das Motto der Schule: Starke Schüler – Starke Schule. Das „Motto“ kümmert sich am Robert-Mayer-Gymnasium um die Gewaltprävention, Suchtprävention und Förderung der Persönlichkeitsentwicklung.[7] Sie wollen dadurch Lebenskompetenzen verstärken. Deswegen werden regelmäßig Themenelternabende durchgeführt. Zu Starke Schüler-Starke Schule gehören unter anderem auch das Schulteam, die Streitschlichter und STUPS.
- Das Schulteam ist für die Suchtprävention an der Schule zuständig. So werden z. B. Themenelternabende, Veranstaltungen oder Fortbildungsmöglichkeiten angeboten.[7]
- Die Streitschlichter-AG. Schüler, meist aus der Oberstufe regeln Streits, vor allem zwischen 5.-Klässlern. Sie kümmern sich um die Gewaltprävention.[7]
- STUPS. Dient zur Persönlichkeitsentwicklung der 5.-Klässler.[7]
- SMV. Schüler mit Verantwortung

## Besonderheiten
Die Schule wurde dank der hervorragenden Leistungen bei bundesweiten Wettbewerben in Mathematik und Naturwissenschaften und der nachhaltigen Förderung naturwissenschaftlicher Talente 2015 als Vollmitglied in das nationale Excellence-Schulnetzwerk (MINT-EC) in Deutschland aufgenommen.

## Bekannte ehemalige Lehrer und Schüler

### Lehrer
- Edward Adamczyk (1921–1993), Sportlehrer
- Werner Baumann (1925–2009), Kunstlehrer
- Walther Eberbach (1866–1944), Kunstlehrer
- Ernst Friedrich Kauffmann (1803–1856), Mathematiklehrer

### Schüler
- Walter Albert Bauer (1901–1968), Unternehmer
- Maria Bidlingmaier (1882–1917), Staatswissenschaftlerin
- Gerhard Binder (1912–1997), Grafiker
- Frank Distelbarth (1928–2012), Verleger
- Heiner Dörner (* 1940), Ingenieur für Windenergie
- Walter Dörr (1925–2013), Elektroingenieur
- Max Eyth (1836–1906), Ingenieur (für ein halbes Jahr Schüler an der Oberrealschule)
- Georg Fahrbach (1903–1976), Naturschützer
- Marcus Golter (* 1966), Steinmetz
- Gerhard Götz (1931–2024), Weinbaufachmann
- Bruno Grosse (1892–1976), Maler
- Fabian Haas (* 1967), Entomologe
- Margaret Heckel (* 1966), Autorin und Journalistin
- Rainer Hinderer (* 1962), Politiker
- Hans Krieg (1888–1970), Ethnologe und Zoologe
- Rainer Moritz (* 1958), Schriftsteller
- Goetz Oertel (1934–2021), Physiker
- Gerhard Oppitz (* 1953), Pianist
- Wilhelm Rieth (1897–1987), Kaufmann
- Oliver Maria Schmitt (* 1966), Schriftsteller
- Lothar Späth (1937–2016), Politiker (CDU), Ministerpräsident von Baden-Württemberg[8]
- Thomas Strobl (* 1960), Politiker
- Nico Weinmann (* 1972), Politiker
- Annabelle Hornung (* 1979), Museumsdirektorin, Germanistin und Kunsthistorikerin
- Victoria Wolff (1903–1992), Schriftstellerin